# 정성태
정성태(鄭成太, 1915년 7월 28일 ~ 2000년 8월 17일)는 대한민국의 정치인, 공무원, 사회운동가로, 제3, 4, 5, 6, 7, 8대 국회의원을 역임하였다. 광주광역시 출신이다. 일제 강점기 때에는 국민회의 전남도지부 청년부장으로 활동했고, 해방 직후에는 이범석의 조선민족청년단에서 활동했으며, 공무원이 되어 내무부 인사과장 등을 지내기도 했다. 본관은 하동이다.

## 생애
보성전문학교를 졸업했고, 1945년 보성전문학교 당시 교사였던 장덕수의 권고와 추천으로 한국민주당(한민당)에 입당하였다. 그러나 곧 탈당, 청년운동과 노동운동에 관심을 갖고 전남 화순탄광에 처음으로 노조를 결성하기도 했다. 이때 안면을 익힌 전진한씨가 초대 사회부장관으로 취임함에 따라 사회부 감사과장에 발탁됐고, 49년 내무부 인사과장으로 전보되었다가 한국 전쟁 중 납치되어 평양까지 끌려갔지만 지인의 주선으로 풀려나 되돌아왔다.
그 뒤 1950년 공무원을 사퇴하고 고향인 광주에서 2대 국회의원에 출마했으나 낙선, 그 후 광주상고 교장으로 있다가 3대 때 당선되어 4, 5, 6, 7대 국회의원을 연임한 5선 의원이 되었다. 이후 민주당 등 민주당계 정당에서 활동하며 민주당 구파 정치인으로 활약했다.
1964년 박정희, 김종필의 한일협정에 반대하는 한일협정 반대운동에 다른 야당정치인들과 함께 동참했고, 한일협정 비준에 항의하여 윤보선 등의 국회의원과 함께 사직서를 내고 국회의원직을 사퇴했다. 1969년에는 박정희의 집권연장을 위한 삼선개헌에 반대하여 도보 행진을 하기도 했다. 민주당 구파 내에서도 강경파로 활동했으나 나중에는 유진오 당수의 측근으로 활동하였다.

## 가족 관계
- 부인 : 최봉진
  - 아들 : 4남
  - 딸 : 2녀 (정광화 등)[1]
- 조카 : 정두언

## 학력
- 보성전문학교 법과 전문학사 졸업

## 약력
- 광주상업중고등학교 교장
- 국민회 전남도지부청년부장
- 민족청년단 전남도부단장
- 내무부인사과장
- 민정ㆍ민중ㆍ신민당원내총무
- 신한당사무총장
- 신민당정무위원
- 국회부의장

## 역대 선거 결과
|  | 12.59% |

|  | 41.08% |

|  | 54.03% |

|  | 67.14% |

|  | 57.69% |

|  | 52.85% |

|  | 59.59% |

|  | 12.48% |

## 같이 보기
| - 6.3 사태 - 삼선 개헌 - 한민당 - 민주당 - 김영삼 - 윤보선 - 김덕룡 - 정두언 - 정율성 | - 장덕수 - 김성수 - 한민당 - 신민당 - 유진오 |